# Adrian (Wisconsin)
Adrian es un pueblo ubicado en el condado de Monroe en el estado estadounidense de Wisconsin. En el Censo de 2010 tenía una población de 762 habitantes y una densidad poblacional de 8,34 personas por km².

## Geografía
Adrian se encuentra ubicado en las coordenadas 43°56′42″N 90°35′47″O / 43.94500, -90.59639. Según la Oficina del Censo de los Estados Unidos, Adrian tiene una superficie total de 91.41 km², de la cual 91.39 km² corresponden a tierra firme y (0.02%) 0.02 km² es agua.

## Demografía
Según el censo de 2010, había 762 personas residiendo en Adrian. La densidad de población era de 8,34 hab./km². De los 762 habitantes, Adrian estaba compuesto por el 97.77% blancos, el 0.52% eran afroamericanos, el 0% eran amerindios, el 0.13% eran asiáticos, el 0% eran isleños del Pacífico, el 0.26% eran de otras razas y el 1.31% pertenecían a dos o más razas. Del total de la población el 2.62% eran hispanos o latinos de cualquier raza.